# John Gilbert Baker
John Gilbert Baker (Guisborough, Yorks, 13 de janeiro de 1834 — Londres, outubro de 1920) foi um botânico britânico.

## Biografia
Era o mais velho de treze filhos de Mary nascida Gilbert (1813-1875) e de John Baker (1806-1866).
Estudou na Sociedade dos Amigos de Ackworth e em York. Casou-se com Hannah Unthankt em 19 de julho de 1860, união da qual nasceu um filho e uma filha (o filho Edmund Gilbert Baker (1864-1949) tornou-se botânico). Trabalhou como assistente na biblioteca e no herbário dos Jardins Botânicos Reais de Kew em 1866, e como curador de 1890 até 1899. A partir de 1882 deu conferências na "Companhia dos Boticários", que era frequentado pelos farmacêuticos de Londres.
Em 1897, recebeu a Medalha Victoria de honra da Sociedade Real de Horticultura, em 1899 a Medalha de ouro da Sociedade Linneana de Londres e, em 1907, a medalha de ouro Veitch. Em 1919, a Universidade de Leeds lhe atribuiu o título de doutor honorário.
Baker assumiu como membro da Royal Society em 6 de junho de  1878, da Sociedade Linneana de Londres e de diversas outras sociedades científicas.
Trabalhou e escreveu várias obras principalmente sobre as famílias das Amaryllidaceae, das Bromeliaceae, das Iridaceae, das Liliaceae e sobre as Samambaias.

## Obras
- The Leguminosae of tropical Africa. Erasmus, Gent 1926-30.
- Handbook of the Irideae. Bell & sons, Londres, 1892.
- Handbook of the Bromeliaceae. Bell & sons, Londres, 1889.
- Handbook of the Amaryllideae, including the Alstroemerieae and Agaveae. Bell & sons, Londres, 1888.
- Handbook of the fern-allies. Bell & sons, Londres, 1887.
- A flora of the English Lake District. Bell, Londres, 1885.
- Flora of Mauritius and the Seychelles. Reeve, Londres, 1877.
- A new flora of Northumberland and Durham. Williams & Norgate, Londres, 1868.
- The flowering plants and ferns of Great Britain. Cashs, Londres, 1855.
- A supplement to Baines' Flora of Yorkshire. Pamplin, Londres, 1854.